# Fecundidad
La fecundidad es la realización efectiva de la fertilidad, es decir, la reproducción biológica en cualquier especie. La fecundidad es el número de los hijos que se tienen en un país o lugar determinado.

## Conceptos

### Concepto biológico
En biología, fecundidad es el potencial reproductivo de un organismo o población, medido por el número de gametoemily
semillas o porpágulas asexuales. La fecundidad es controlada tanto por la genética como por el ambiente, y es el principal indicador de fitness (adaptación en evolucionismo). El término fecundación se utiliza como sinónimo de fertilización.
En ecología de poblaciones, la fecundidad es un concepto importante y bien estudiado. Puede incrementarse o decrecer dentro de una población según ciertos factores de regulación. Por ejemplo, en malas épocas producidas por carencia de comida, la fecundidad juvenil, e incluso la de los adultos, muestra tendencia a decrecer. En los ungulados, su aumento muestra relación con los cambios climáticos.

### Concepto demográfico
Como concepto demográfico, se mide por el número medio de hijos que tiene una generación, habitualmente referido a la mujer a lo largo de su vida reproductiva (índice de fecundidad o tasa de fecundidad), o mediante la tasa de fecundidad general (número de nacimientos por cada mil mujeres en edad fértil en un año). No debe confundirse con la natalidad, que es el total de nacidos vivos en un año.
Es característica del Antiguo Régimen demográfico una fecundidad muy alta, por encima de cuatro hijos por mujer, y lo mismo ocurrió durante la transición demográfica, y actualmente en los países menos desarrollados, que no la han completado.
También puede elaborarse un indicador transversal a partir de la fecundidad de las personas de distintas edades que viven en un mismo año, asimilándolas a las sucesivas edades de una generación considerada fictícia. Este indicador será el Índice sintético de fecundidad (ISF) de un año en particular, de hecho es el indicador más común y generalmente llamado, sin más aclaraciones, 'fecundidad' del año considerado. La simulación es similar al cálculo de la esperanza de vida al nacer para las personas de diferentes edad en un año histórico cualquiera.

## Fecundidad de reemplazo
Desde la teoría de la transición demográfica se considera que el régimen demográfico moderno reduce la fecundidad y se considera que la cifra que equilibra la población entre generaciones o fecundidad de reemplazo debe ser de 2,1 hijos por mujer de promedio, con lo cual se conseguiría una pirámide de población estable, o incluso por debajo de esa cifra, con lo que las pirámides de población -apoyadas en estudios transversales- se convierten en regresivas.
Desde la teoría de la revolución reproductiva se considera que esa cifra de fecundidad de reemplazo mínima se construye entendiendo que cada mujer debe reproducirse a sí misma, además de a su pareja, y, además, en parte, por eso la décima, a quienes no tienen hijos. Para MacInnes y Pérez Díaz, aunque se haya utilizado con profusión y servido a políticas natalistas y proclamas alarmistas este nivel de fecundidad es falaz, básicamente porque es fruto de una utilización errónea del análisis de los fenómenos de la reproducción humana y sus consecuencias en la población.

### Reproducción como balance entre fecundidad y mortalidad
Para la teoría de la revolución reproductiva la reproducción de las poblaciones depende de la fecundidad y de la mortalidad. Si en una población apenas se llega a las edades reproductivas la fecundidad de reemplazo del 2,1 es insuficiente. Y, una población que supera con creces las edades reproductivas puede crecer aumentar sobremanera si se mantiene esa tasa de 2,1 y, sobre todo, mantenerse en el tiempo con fecundidades inferiores al 2,1 hijos por mujer.

## Políticas demográficas
Las políticas demográficas son las que intentan incidir sobre la fecundidad, estimulando el número de hijos por familia considerado idóneo por el Estado. Existen dos tipos:
- las políticas antinatalistas, que fomentan desde los años 1970 (sobre todo tras el informe del Club de Roma sobre los límites del crecimiento) el control de la natalidad en los países subdesarrollados. La más radical es la política de hijo único en la República Popular China, que se sostuvo durante varias décadas con consecuencias demográficas profundas.
- las políticas pronatalistas, que fomentan las familias numerosas. Surgieron en Europa tras la Primera Guerra Mundial, al detectarse el fenómeno demográfico de la disminución de la natalidad en un periodo bélico, y se hicieron parte de la ideología de los regímenes fascistas. Un planteamiento similar ocurrió en la España del franquismo, donde coincidió además con la orientación nacionalcatólica de ese régimen (la Iglesia católica condena el uso de métodos anticonceptivos, aunque promueve una paternidad responsable, desde la encíclica de Pablo VI Humanae Vitae -véase también Moral sexual católica-). En la actualidad es la política demográfica de los países desarrollados, y sobre todo de Rusia y algunos antiguos países socialistas del Este de Europa, con tasas negativas de crecimiento natural. En el año 2013 en Japón, país con baja mortalidad y natalidad, la representante del Partido Demócrata Liberal propuso la prohibición del aborto con el objeto de aumentar la natalidad.

### Fecundidad en España
España ha pasado de cifras de tres hijos por mujer, a finales del franquismo, hasta 1,2 hijos por mujer a finales del siglo XX. En los primeros años del siglo XXI se viene produciendo una recuperación de la fecundidad, debido más al comportamiento más natalista de los inmigrantes que a las políticas de protección a la familia. No obstante, no se alcanzan las cifras que permitirían la sustitución de generaciones.

## Iconología
La fecundidad fue honrada por los romanos como una divinidad. Tácito dice que Nerón erigió un templo de la fecundidad de Popea. Se representa en las medallas bajo el símbolo de una mujer que tiene en la mano izquierda el cuerno de la abundancia y en la derecha un niño. En una medalla de Julia Domna, se ve representada por una mujer echada en tierra, apoyando el brazo izquierdo sobre una canasta llena de frutos y tocando con la derecha un globo a cuyo alrededor hay cuatro niños. En otra de Faustina se presenta en un lecho nupcial alrededor del cual juegan dos niños. Winckelmann dice que su signo característico son las cabezas de adormidera por su prodigioso número de semillas.
El toro y el grano de cebada, en las medallas de la ciudad de Posidonia, hoy día Pestam, tienen la misma significación. En la galería del Luxemburgo Rubens la ha pintado por una mujer que tiene un cuerno de la abundancia, del cual salen niños mezclados con flores. Ripa la figura por una mujer coronada de xenabe, teniendo cerca de su seno un nido de jilgueros y a sus pies una liebre cou sus pequeñuelos y una gallina con sus polluelos. Cochin la hace además alimentar dos niños.